# سيرج روبرت (مصارع رياضي)
سيرج روبرت (بالفرنسية: Serge Robert)‏ هو مصارع رياضي فرنسي، ولد في 2 مايو 1963 في برون في فرنسا.

## وصلات خارجية
- سيرج روبرت على موقع قاعدة بيانات المصارعة الدولية (الإنجليزية)
- سيرج روبرت على موقع اللجنة الأولمبية الدولية (الإنجليزية)
- سيرج روبرت على موقع أوليمبيديا (الإنجليزية)